# Pannónia Általános Iskola (Kispest)
A Pannónia Általános Iskola Kispesten, a Corvin körút és Pannónia út sarkán helyezkedik el. Pontos címe: 1192 Budapest, Pannónia út 12.
Az iskola 1911-ben kezdte meg működését, az akkori viszonyokhoz képest korszerűnek számított.
Az iskola 2000 óta alapítványt is üzemeltet.